# Edrudia constipans
Edrudia constipans — вид грибів, що належить до монотипового роду  Edrudia.